# 謀りの後宮
『謀りの後宮』（たばかりのこうきゅう、原題：唐宮燕）は、2013年の中国のテレビドラマ。全46話。

## 概要
エスピーオー・後宮シリーズ第4弾。武韋の禍を描く。

## あらすじ
小役人だった父親が罪人の遺族に情けをかけたために謀反の罪で処刑され、孟凡と孟芙の姉妹は生き延びるために、後宮に入って女官となることを余儀なくされる。

## スタッフ
- 監督：張孝正（チャン・シャオション）
- 脚本：陳十三（チャン・サプサン）（中国語版）

## 主題歌
- 女人天下（オープニング）[1]

作詞：金放、作曲：林梅、王梓同、歌：劉庭羽（リュウ・ティンユー）
- 你的愛是我的命（エンディング）[2]

作詞：于小軒、王梓同、作曲：林梅、王梓同、歌：劉庭羽（リュウ・ティンユー）、和匯慧
- 愛已不在（挿入歌）[3]

作詞：一加一組合、作曲：王梓同、歌：一加一組合

## 用語解説
- 武承嗣（中国語版）

武三思の兄。
- 狄仁傑

唐の宰相。武承嗣の立太子を阻んで李顕を皇太子にした。
- 羽林軍

皇帝直属の軍。
- 薛紹（中国語版）

太平公主の最初の夫。李沖（越王・李貞の子）の謀反に関わったとして賜死。
- 薛顗（中国語版）

薛紹の兄。李沖の謀反に関わり賜死。
- 武攸曁（中国語版）

太平公主の二番目の夫。
- 突厥

唐に隣接した国。
- 吐蕃

唐に隣接した国。
- 文成公主

かつて吐蕃に嫁いだ唐の公主。

## 登場人物・出演者
- 孟凡：劉庭羽（リュウ・ティンユー）（中国語版） [声：中原麻衣］

宮廷の宮女。則天武后の側仕えになる。
- 孟芙：劉心悠（アニー・リウ） [声：今井麻夏］

孟凡の妹。中宗の即位後、韋皇后に仕える。
- 則天武后（武照）：恵英紅（クララ・ワイ） [声：安原麗子］

唐の第三代皇帝・高宗の皇后で武周の皇帝。
- 皇太子・李顕：謝祖武（中国語版） [声：河合みのる］

則天武后の息子。後の中宗。
- 皇太子妃・韋氏：何賽飛（ホー・ツァイフェイ）（中国語版） [声：麻生侑里］

皇太子・李顕の正室。
- 相王・李旦：駱達華（中国語版）

李顕の弟。後の睿宗。
- 臨淄王・李隆基：李承鉉（イ・スンヒョン）（中国語版） [声：中川慶一］

李旦の息子。後の玄宗。幼名は曹操と同じ阿瞞。
- 太平公主（李令月）：楊恭如（クリスティ・ヨン） [声：園崎未恵］

李顕と李旦の妹。
- 邵王・李重潤

李顕と韋氏の息子。張兄弟の讒言で毒酒を賜った。
- 永泰郡主（李仙蕙）：徐歆雨

李顕と韋氏の娘。張兄弟の讒言で毒酒を賜った。
- 安楽公主（李裹児）：劉娜萍（中国語版）[声：吉野七海］

李顕と韋氏の娘。武崇訓に嫁ぐ。
- 李賢

李顕の兄で前皇太子。
- 皇太子・李重俊：陳威翰（中国語版） [声：岡田合一］

中宗・李顕と側室の息子。
- 皇太子・李重茂

中宗・李顕と側室の息子。重俊が廃された後に皇太子になる。
- 金城公主

中宗の姪で吐蕃に降嫁する。
- 梁王・武三思：寇振海（中国語版）

則天武后の甥。
- 武崇訓（中国語版）：陸昱霖

武三思の息子。安楽公主を娶る。
- 武延基（中国語版）

武承嗣の息子で李仙蕙の夫。張兄弟の讒言で毒酒を賜った。
- 内舎人・上官婉児：陳秀麗（チェン・シウリー）（中国語版） [声：櫻井智］

則天武后の側近。
- 国公・張易之（中国語版）：李肖寧 [声：朝比奈拓見］

則天武后の男妾。
- 国公・張昌宗（中国語版）：董祺 [声：柳田淳一］

則天武后の男妾。張易之の弟。
- 張霊真：高海

張易之、張昌宗の甥。
- 容児：宮媛

太平公主の侍女で薛紹の姪。
- 張柬之

狄仁傑の教え子で唐の宰相。武三思に暗殺される。
- 崔玄暐

唐の宰相。武三思に暗殺される。
- 桓彦範

唐の宰相。武三思に暗殺される。
- 袁恕己

汝南袁氏の子孫で唐の宰相。武三思に暗殺される。
- 敬暉

唐の宰相。武三思に暗殺される。

## 各話タイトル
- 第1話 後宮入り
- 第2話 不条理な処刑
- 第3話 意外な素顔
- 第4話 試される忠誠心
- 第5話 先の読めない戦局
- 第6話 それぞれの怨恨
- 第7話 悲しい誤算
- 第8話 非常な仕打ち
- 第9話 隠された真意
- 第10話 譲れない信念
- 第11話 苛酷な運命
- 第12話 ふくらむ疑惑
- 第13話 大胆な賭け
- 第14話 安らぎを求めて
- 第15話 新たな火種
- 第16話 引き裂かれた恋
- 第17話 苦渋の選択
- 第18話 不正の糾弾
- 第19話 不遇のとき
- 第20話 闘争の予兆
- 第21話 生きる希望
- 第22話 避けられぬ嘘
- 第23話 秘めた野心
- 第24話 勝負の行方
- 第25話 危険な賭け
- 第26話 命の恩人
- 第27話 出世の功罪
- 第28話 皇太子の挑戦
- 第29話 七夕の告白
- 第30話 言えない秘密
- 第31話 失った信頼
- 第32話 恐るべき豹変
- 第33話 秘めた愛の告白
- 第34話 禁じられた愛
- 第35話 愛の選択
- 第36話 勇気ある決起
- 第37話 悲惨な終局
- 第38話 姉妹の決別
- 第39話 姉妹の対決
- 第40話 暗殺命令
- 第41話 隠された殺意
- 第42話 水面下の駆け引き
- 第43話 断たれた情
- 第44話 違勅をめぐる攻防
- 第45話 切られた火蓋
- 第46話 激戦の果てに